# ラウマ級ミサイル艇
ラウマ級ミサイル艇（Rauma klass missile boat）は、フィンランド海軍のミサイル艇。1990年から1992年に4隻建造された。

## 概要
前級のヘルシンキ級ミサイル艇同様、対艦ミサイルによる対艦戦だけではなく、ソナーを備え対潜水艦戦など多用途に使用できるように考慮されている。沿岸部の都市名が付けられている。
船体はヘルシンキ級と同じく軽合金製だが、艦橋が丸みが付いた形から多面体、57mm砲から40mm機銃、23mm連装機銃が艦橋後部から船体後部の構造物上に、対艦ミサイル発射筒が連装から単装、船型が細長くなっている、ウォータージェット推進などの違いがある。

## 同型艇
- 70 ラウマ（Rauma） 1990年就役
- 71 ラーヘ（Raahen） 1991年就役
- 72 ポルヴォー（Porvoo） 1992年就役
- 73 ナーンタリ（Naantali） 1992年就役